# 柬埔寨王家編年史
《柬埔寨王家編年史》（Phongsavadan Khamen），柬埔寨史書，為現存較早和較完整的柬埔寨文王家編年史。

## 本書概況
《柬埔寨王家編年史》由柬埔寨宮廷學者儂於1818年遵國王安贊二世之命編成，記載從1346年至1815年間柬埔寨王族的歷史，內容簡明扼要。本書很早便受到鄰國的重視，如越南鄭懷德於1820年編成的《嘉定城通志》，便有引用本書內容，把它的書名稱為《高蠻國史》。1835年，越南明命帝命阮時叙等根據張明講所獻的本書柬文本，編譯成《高綿紀略》一書，但與本書原文多有出入。1855年譯成暹邏文，1868年譯成法文，1871年至1872年由法國人加爾尼埃整理發表。